# Самойлович, Софья Рудольфовна
Софья Рудольфовна Самойлович (1909—1991) — советский учёный-геолог, стратиграф и палинолог, руководитель Палеонтологической лаборатории ВНИГРИ (с 1947).

## Биография
Родилась 27 марта 1909 года в Ростове-на-Дону, в семье полярника Рудольфа Лазаревича Самойловича, репрессированного в 1938 году.
Училась на кафедре геоморфологии геолого-почвенно-географического факультета Ленинградского университета.
После окончания ЛГУ работала во ВСЕГЕИ (Ленинград).
С мая 1940 года начальник Вильвенской геоморфологической партии ВСЕГЕИ, занималась поиском алмазов на Урале.
Кандидат геолого-минералогических наук.
С 1944 года основное направление научных исследований — пермские, меловые и третичные споры и пыльца СССР и Албании.
С 1947 года первый руководитель Палеонтологической лаборатории ВНИГРИ.
Дала описание пыльцы 11 семейств, 19 родов покрытосеменных растений.
В 1977 году вышла на пенсию.
Скончалась в 1991 году[уточнить].